# Cognières
Cognières ist eine Gemeinde im französischen Département Haute-Saône in der Region Bourgogne-Franche-Comté.

## Geographie
Cognières liegt auf einer Höhe von 268 m über dem Meeresspiegel, etwa 18 Kilometer südöstlich der Stadt Vesoul (Luftlinie). Das Dorf erstreckt sich auf einem Plateau zwischen dem Tal des Ognon im Südosten und der Talniederung des Ruisseau de Bouhans im Westen, am Rand der waldigen Höhen des Bois du Petit Pas.
Die Fläche des 3,93 km² großen Gemeindegebiets umfasst einen Abschnitt im Bereich des mittleren Ognon-Tals. Allerdings reicht das Gebiet nicht bis zum Flusslauf, sondern nur bis an den steilen Prallhang eines nach Nordwesten ausgreifenden weiten Mäanderbogens des Ognon. Der Hauptteil des Areals wird von einem Plateau eingenommen, das aus Kalkschichten der oberen Jurazeit besteht und durchschnittlich auf 280 m liegt. Es ist überwiegend mit Acker- und Wiesland bestanden. Für die Entwässerung nach Süden zum Ognon sorgt der Ruisseau de Bouhans, der in einer Talmulde fließt, welche in das Plateau eingesenkt ist. Nach Westen reicht der Gemeindeboden bis in den Bois de Bouhans, nach Norden in den Bois du Petit Pas. Hier wird mit 321 m die höchste Erhebung von Cognières erreicht.
Nachbargemeinden von Cognières sind Dampierre-sur-Linotte im Norden, Thieffrans im Osten, Montagney-Servigney im Süden sowie Bouhans-lès-Montbozon im Westen.

## Geschichte
Das Gemeindegebiet von Cognières war bereits im Neolithikum besiedelt. Urkundlich erwähnt wird das Dorf im Jahr 1324. Bereits im 12. Jahrhundert bestand hier eine Kirche, die dem Kloster von Baume-les-Dames unterstellt war. Cognières gehörte im Mittelalter zur Grafschaft Burgund und darin zum Gebiet des Bailliage d’Amont. Zusammen mit der Franche-Comté gelangte das Dorf mit dem Frieden von Nimwegen 1678 definitiv an Frankreich. Mit der Eröffnung der Bahnlinie von Besançon nach Lure wurde der Ort Ende des 19. Jahrhunderts an das französische Eisenbahnnetz angebunden. Heute ist die Linie jedoch stillgelegt. Seit 2000 ist Cognières Mitglied des 21 Ortschaften umfassenden Gemeindeverbandes Communauté de communes du Pays de Montbozon.

## Sehenswürdigkeiten
Die Dorfkirche von Cognières wurde im 18. Jahrhundert neu erbaut. Zur reichen Ausstattung zählen ein Kruzifix aus dem 16. Jahrhundert sowie der Altar und die Kanzel aus dem 18. Jahrhundert.
Die Talmulde des Ruisseau de Bouhans wird vom Viadukt der ehemaligen Bahnlinie überspannt.

## Bevölkerung
| Jahr                       | 1962 | 1968 | 1975 | 1982 | 1990 | 1999 |
| Einwohner                  | 127  | 111  | 96   | 81   | 102  | 86   |
| Quellen: Cassini und INSEE |      |      |      |      |      |      |

Mit 101 Einwohnern (1. Januar 2022) gehört Cognières zu den kleinsten Gemeinden des Département Haute-Saône. Nachdem die Einwohnerzahl in der ersten Hälfte des 20. Jahrhunderts deutlich abgenommen hatte (1906 wurden noch 174 Personen gezählt), wurden seit Beginn der 1970er Jahre nur noch relativ geringe Schwankungen verzeichnet.

## Wirtschaft und Infrastruktur
Cognières war bis weit ins 20. Jahrhundert hinein ein vorwiegend durch die Landwirtschaft (Ackerbau, Obstbau und Viehzucht) und die Forstwirtschaft geprägtes Dorf. Daneben gibt es heute einige Betriebe des lokalen Kleingewerbes. Mittlerweile hat sich das Dorf auch zu einer Wohngemeinde gewandelt. Viele Erwerbstätige sind Wegpendler, die in den größeren Ortschaften der Umgebung ihrer Arbeit nachgehen.
Der Ort liegt abseits der größeren Durchgangsachsen an einer Departementsstraße, die von Montbozon nach Esprels führt. Weitere Straßenverbindungen bestehen mit Rougemont und Presle.